# Breed 77
Breed 77 was een rockband uit Gibraltar, geformeerd in 1996, wiens muziek een mix is van alternatieve metal, hardrock, rockmuziek en flamenco.

## Bezetting
Laatste bezetting
- Paul Isola (Gibraltar) (leadzang, 1996–2013, 2014–2018)
- Danny Felice (Gibraltar) (gitaar, achtergrondzang, 1996–2018)
- Ben Edis (Nottingham) (basgitaar, 2014–2018)
- Pedro Caparros López (Barcelona, Spanje) (gitaar, achtergrondzang, 2002–2018)
- Andre Joyzi (Lissabon, Portugal) (drums, percussie, 2010–2018)

Voormalige leden
- Lawrence Bautista (drums, 1996–1997)
- Nick Beesley (drums, 1997–1998)
- Charlie Gomez (basgitaar, 1999–2000)
- Dan Wilkinson (basgitaar, 2000)

- Peter Chichone (drums, percussie, 1998–2006)
- Adam Lewis (drums, percussie, 2006–2007)
- Óscar Preciado Zamora (drums, percussie, 2007–2010)
- Rui Lopez (Lissabon) (leadzang, 2013–2014)
- Stuart Cavilla (basgitaar, 1996–1999, 2001–2014)

## Geschiedenis
Breed 77 komt uit het Britse overzeese gebied Gibraltar. Oude Gibraltarische schoolvrienden Paul Isola, Danny Felice en Stuart Cavilla ontmoetten elkaar in Londen en werden informeel bekend als de Gibraltarian Mafia. Toen eind april 1996 deze vriendenkring een band vormde, wilden ze een naam die hun gezamenlijke oorsprong weerspiegelde en noemden ze zichzelf simpelweg Breed. De band werd gedwongen hun naam te veranderen omdat het eerder was geregistreerd door Steve Hewitt (voorheen Placebo) bij zijn drukke platenlabel. Bassist Stuart Cavilla had eerder als motorkoerier gewerkt onder de roepnaam Kilo 77 of K77 en de band werd Breed 77.
Het titelloze debuutalbum van Breed 77 werd voor het eerst uitgebracht in november 2001 en als gevolg van een grote vraag werd het opnieuw uitgebracht in april 2005. Hun tweede album Cultura werd uitgebracht op 3 mei 2004 en ging naar #61 in de Britse albumhitlijst en #3 in de Rock Album Chart. Van Cultura werden de singles La Última Hora, The River en World's on Fire gehaald. The River wist hun eerste Britse Top 40-positie veilig te stellen en bereikte #39 in de Britse Singles Chart. World's On Fire plaatste zich op #1 in de Rock Singles Chart. Geen van beide nummers ontving enige reguliere radio-uitzending en de video's waren alleen te zien op de Scuzz en Kerrang! muziektelevisiekanalen. Breed 77 bracht hun derde album In My Blood (En Mi Sangre) internationaal uit op 11 september 2006. In My Blood (En Mi Sangre) werd geproduceerd door Ron Saint-Germain (The Saint), bekend om zijn werk met Soundgarden, Tool, Creed en Bad Brains. Twee bonusnummers zijn geproduceerd door Greg Haver (Manic Street Preachers). De eerste single Alive van dit album kwam uit op 12 juni 2006, ook wel bekend als Download Monday, en bereikte #6 in de Rock Singles Chart. De tweede single was Blind en werd uitgebracht op 4 september 2006. Hun laatste single tot nu toe is Look at Me Now, uitgebracht op 23 april 2007. De single bevat een speciale cover van het nummer Zombie van The Cranberries.
Begin 2007 bracht de band het exclusieve iTunes-album Un Encuentro uit (ter gelegenheid van de lancering van iTunes Latino). Het album bevatte 11 nummers van eerdere albums, maar allemaal in het Spaans gezongen. Dit album is op 7 mei 2007 opnieuw uitgebracht in fysieke cd-indeling. In november 2009 voltooide de band hun vijfde studioalbum Insects. De eerste twee nummers werden aangekondigd als The Horns of Hattin en Wake Up. Het album werd uitgebracht op 17 november 2009. De band begon begin 2010 met het maken van de video voor Zombie. In maart 2013 bracht de band hun zesde studioalbum The Evil Inside uit via Frostbyte Records, na een succesvolle PledgeMusic-campagne en de publicatie van de akoestische ep Under The Skin in 2012. De eerste videoclip van het album Bring On The Rain werd op 6 maart 2013 op de website van de band uitgebracht. The Evil Inside is het laatste Breed 77-album met oprichtend lid Paul Isola, die de band verliet na het uitbrengen en na 17 jaar stopte als leadzanger van de band. Op 18 januari 2014 werd via de Facebook-pagina van de band aangekondigd dat Paul Isola zou deelnemen aan een eenmalige Britse tournee ter herdenking van de 10e verjaardag van het meest succesvolle album Cultura van de band. In maart 2014 werd aangekondigd dat Isola fulltime zou terugkeren naar de band.
Breed 77 was door de jaren heen constant op tournee en heeft bands ondersteund als Black Sabbath, Machine Head, Danzig, Ill Niño, One Minute Silence en Napalm Death. Nu hebben ze als hoofdact op zich een loyale aanhang opgebouwd. Ze begonnen een Britse tournee in september 2006, naast een optreden op het Download Festival ter ondersteuning van Guns N 'Roses. Breed 77 speelde op het Jingleballs-concert van Santa Cruz X 103.9 op 6 december 2006 in Santa Cruz (Californië). Het was hun tweede Amerikaanse liveoptreden. Hun eerste optreden was op het (SXSW)-muziekfestival in 2005 in Austin (Texas), in het inmiddels ter ziele gegane Hard Rock Cafe. In 2008 werden ze uitgenodigd om de concerten van Mägo de Oz te openen in Mexico. Op 12 juni 2010 stond Breed 77 op het podium van Red Bull Bedroom Jam tijdens Download Festival. Breed 77 stond op het podium op het Litouwse rock/metalfestival RockNights'10 op 6–7 augustus 2010 (Zarasai). De band opende een Britse tournee in september 2010, vergezeld van de band Defiled and Transgression. De tournee heette 'Infesting Britain' en werd afgebroken, nadat drummer Oscar zijn voet brak. Dit gebeurde tijdens het vervoeren van huuruitrusting.
In november 2011 ondersteunde de band Devildriver en 36 Crazyfists in Europa. Een andere Europese tournee volgde in maart 2012 en ter ondersteuning van het uitbrengen van The Evil Inside Breed was het permanente voorprogramma van de co-headline Soil and Fozzy-tournee in maart 2013. In augustus van hetzelfde jaar toerde de band door Duitsland met Devildriver (en Rui Lopez voor Paul Isola). Na een zeer succesvol optreden op Bloodstock 2013 toerde ze opnieuw door het Verenigd Koninkrijk om Fozzy te ondersteunen. Op 28 augustus kondigde leadzanger Paul Isola zijn vertrek uit de band aan vanwege persoonlijke omstandigheden, met de details dat hij niet zou deelnemen aan de korte zomertournee van de band. Hij onthulde dat zijn vervanger Rui Lopez zou zijn, die de bezetting voor de vier data zou voltooien en daarna bij de band zou komen. Isola speelde een afscheidsconcert op het Gibraltar National Day-concert op 10 september 2013.
In 1998 verkozen Kerrang!-lezers Breed 77 tot «Best Unsigned Band». In 1999 wonnen ze zowel de Metal Hammer als Kerrang!-prijzen voor de beste nieuwe band. In 2001 tekenden ze een contract voor vijf albums met Albert Productions, de beroemde Australische uitgever van AC/DC.

## Discografie

### Singles
- 2001: Karma
- 2003: La Ultima Hora
- 2004: The River
- 2004: World's on Fire
- 2005: Shadows
- 2006: Alive
- 2006: Blind
- 2007: Look at Me Now
- 2008: El Mundo en Llamas
- 2008: El Rio
- 2009: Wake Up
- 2009: Zombie
- 2013: Drown

### Albums
- 2000: Breed 77 (Infernal Records, cd, dl)
- 2004: Cultura	(Albert Productions, cd, dl)
- 2006: In My Blood (En Mi Sangre) (Albert Productions, cd, dl)
- 2007: Un Encuentro (Albert Productions, cd, dl)
- 2009: Insects	(LaRocka Recordscd, dl)
- 2013: The Evil Inside	(FrostByte Media Inc., cd, dl)

### Ep's
- 1998: The Message
- 1999: Vol. 1
- 2003: La Ultima Hora
- 2005: Shadows
- 2012: Under The Skin

### Muziekvideo's
- 2001: Karma
- 2003: La Última Hora
- 2004: The River
- 2005: World's on Fire
- 2005: Shadows
- 2006: Blind
- 2008: El Mundo en Llamas
- 2008: El Rio
- 2009: Wake Up
- 2010: Zombie
- 2013: Bring On the Rain
- 2013: Fear